# Mastaba

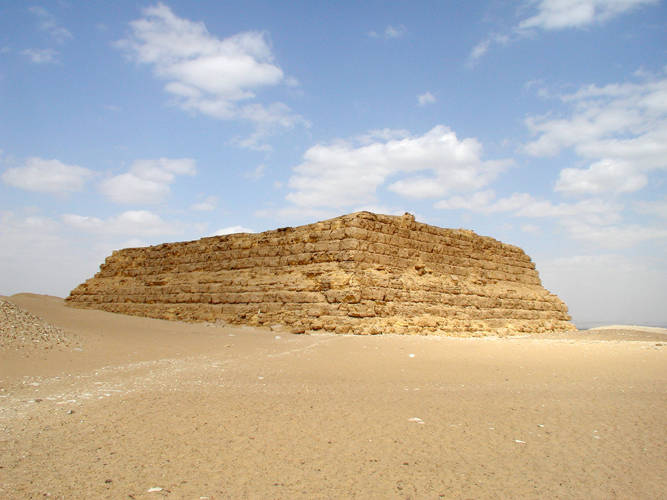
Mastaba in Saqqara

Uit de prehistorische gewone tumuligraven ontwikkelden zich bij de oude Egyptenaren de mastabagraven en later de piramiden. Mastaba betekent bank in het Arabisch. De grafmonumenten werden zo genoemd omdat ze vanuit de verte op een modder- of zandbank lijken. De mastaba heeft de vorm van een langwerpige afgeknotte piramide. 
In het begin waren de mastaba's alleen bestemd voor de dorps- of landleiders (de farao). Later werden er ook gewone mensen in begraven.

## Evolutie van de mastaba

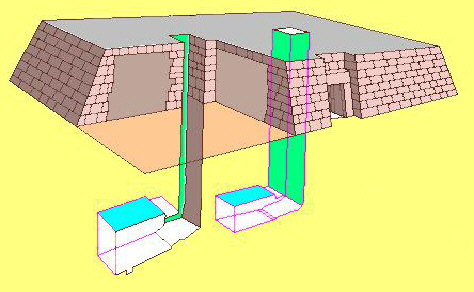
Mastaba

De mastaba werd gebouwd in de pre-dynastieke periode, 1e t/m 3e dynastie en later voor de ambtenaren. De mastaba bestond uit twee delen:
- boven de grond, waar de cultusruimte was.
- onder de grond, hier was de koning begraven.

Het bovenste deel is tegenwoordig verdwenen. Vroeger functioneerde het waarschijnlijk als een cultusruimte, hier werd de farao herdacht en dagelijks offers gebracht, te vergelijken met de latere dodentempel. Het deel boven de grond overlapte twee of meer kuilen. 
Het onderste gedeelte is wat tegenwoordig nog te zien valt. In de graven van eerste heersers tot koning Djer zijn slechts een of twee kuilen te vinden. De kuilen waren met hout bekleed, maar na verbranding zijn ze gerepareerd door latere koningen met steen. Met koning Djer veranderde het koningsgraf, er werd nu één grote kuil gegraven waar de koning in begraven werd. In het graf lagen naast de koning ook diverse gebruiksvoorwerpen en sieraden, er waren beelden aanwezig van goden die de koning moesten beschermen. Een nieuwigheid waren de tombes van de edelen die in kleine kuilen werden begraven in rijen of rondom de mastaba. Maar dit verschijnsel verdween al snel bij het aanbreken van de 2e dynastie.

## Mastaba's in Umm el-Qaab (Abydos)

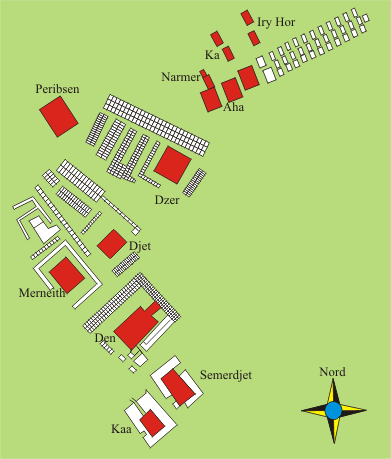
Plattegrond van de necropolis

Abydos was vroeger een belangrijke stad, het was de stad van de god Osiris (voorganger Chentiamenoe), koning van de doden. Bij die stad lieten de koningen van dynastie O en de 1e en 2e dynastie zich begraven. De naam Umm el-Qaab betekent ook "pottenscherven-modder" dat verwijst naar de enorme hopen van pottenscherven die daar te vinden zijn. Als gevolg van offers voor de doden. 
Onderstaande geeft een overzicht van de tombes van deze koningen. 
| Tombe nummering      | Eigenaar      | Lengte         | Breedte      | Hoogte   |
| -------------------- | ------------- | -------------- | ------------ | -------- |
| Tombe B1 en B2       | Hor Iry       | 2,5 m & 4,30 m | 7 m & 2,50 m | Onbekend |
| Tombe B7 en B9       | Hor Ka        | 6 m            | 3,75 m       | 1,8 m    |
| Tombe B17 en B18     | Narmer        | 10 m           | 3 m          | 2,6 m    |
| Tombe B10, B15 & B19 | Hor-Aha       | 11 m           | 9 m          | 2,1 m    |
| Tombe O              | Djer          | 13,20 m        | 11,80 m      | 2,7 m    |
| Tombe Z              | Djet          | 9,30 m         | 11,90 m      | 2,4 m    |
| Tombe Y              | Merneith      | 8,90 m         | 6,30 m       | 2,70 m   |
| Tombe T              | Den           | 15,24 m        | 8,53 m       | 6,10 m   |
| Tombe X              | Anedjib       | 6,80 m         | 4,40 m       | 1,60 m   |
| Tombe U              | Semerchet     | 16,40 m        | 7,50 m       | 3,50 m   |
| Tombe Q              | Qaä           | 10 m           | 5 m          | 5 m      |
| Tombe P              | Seth-Peribsen | 21 m           | 18,5 m       | Onbekend |
| Tombe V              | Chasechemoey  | 68,90 m        | 10 m         | Onbekend |

## Saqqara
In het zuiden van Saqqara bevindt zich onder de grond de tombe van Hotepsechemoei. De tombe heeft vele galerijen en overlapt de terreinen van Djoser en Oenas. Dit graf wordt toegeschreven aan Hotepsechemoey of Raneb. 
| Tombe nummering | Eigenaar                | Lengte   | Breedte  | Hoogte   |
| --------------- | ----------------------- | -------- | -------- | -------- |
| Tombe A         | Hotepsechemoei of Raneb | 120 m    | 40 m     | Onbekend |
| Tombe B         | Nynetjer                | Onbekend | Onbekend | Onbekend |